# プーミポン・アドゥンヤデート級フリゲート
プーミポン・アドゥンヤデート級フリゲート（プーミポン・アドゥンヤデートきゅうフリゲート、英語: Bhumibol Adulyadej-class frigate）は、タイ王国海軍のフリゲートの艦級。

## 設計
本型は、大韓民国の大宇造船海洋（DSME）によるDW3000と呼ばれる設計を採用しており、ステルス性が付与されている。大韓民国海軍の広開土大王級駆逐艦をベースにしていると報じられたこともあるが、実際に建造された艦では同級との類似性は乏しく、むしろ同海軍の大邱級フリゲートとの関連性が指摘されている。

## 同型艦
| 艦番号  | 艦名                                     | 建造         | 起工           | 進水           | 就役          |
| ------- | ---------------------------------------- | ------------ | -------------- | -------------- | ------------- |
| FFG-471 | プーミポン・アドゥンヤデート ภูมิพลอดุลยเดช | 大宇造船海洋 | 2016年 5月15日 | 2017年 1月23日 | 2019年 1月7日 |
| FFG-472 | プラセ ประแส                             |              |                |                |               |